# Asparagus exsertus
Asparagus exsertus — вид рослин із родини холодкових (Asparagaceae).

## Біоморфологічна характеристика
Кущ 80 см заввишки.

## Середовище проживання
Ареал: Капські провінції.